# Zygostates densiflora
Zygostates densiflora là một loài thực vật có hoa trong họ Lan. Loài này được (Senghas) Baptista mô tả khoa học đầu tiên năm 2005.